# FBXL5
FBXL5 est le symbole du gène codant la protéine « F-box/LRR-repeat protein 5 » (aussi écrit « F-box and leucine-rich repeat protein 5 »).
Cette protéine, membre de la famille des protéines F-box (en), possède un site hémérythrine permettant la fixation de fer ou d'oxygène. Cette fixation de fer ou d'oxygène sur ce site hémérythrine stabilise la protéine en empêchant sa dégradation par le protéasome. En conséquence, des conditions hypoxiques ou de carence de fer active la dégradation de FBXL5.
La fixation du complexe SKP1 (en)-CUL1 (en)-FBXL5 sur IRP2 catalyse l'ubiquitination de IRP2 et donc sa dégradation par le protéasome. Cette protéine intervient donc dans l'homéostasie du fer : en situation de carence en fer, la protéine FBXL5 est dégradée, provoquant une diminution de la dégradation de IRP2. À l'inverse, en présence de fer, la protéine FBXL5 est stabilisée, catalysant alors la dégradation de IRP2.